# Kangaroo Hoppet
Kangaroo Hoppet körs i  Falls Creek, Victoria i Australien och är ett långlopp i längdskidåkning. Det  hade premiär 1979, och ingår i Worldloppet sedan 1991. Loppet körs sista söndagen i augusti.
Kangoroo Hoppet är huvudloppet, övriga lopp som körs i samband med tävlingen är Australian Birkebeiner och Joey Hoppet.

## Vinnare

### Herrar
| År   | Kangaroo Hoppet       | Australian Birkebeiner | Joey Hoppet         |
| ---- | --------------------- | ---------------------- | ------------------- |
| 1991 | John Aalberg          | Park Byung Chil        | Tim Retchford       |
| 1992 | Gudmund Skjeldal      | Park Byung Chil        | Kim Woo Soup        |
| 1993 | Anders Aukland        | Paul Gray              | Tim Retchford       |
| 1994 | Peter Schlickenrieder | Sean Donohue           | Thomas Rassuchine   |
| 1995 | Andre Jungen          | Sean Donohue           | Andrew Slocombe     |
| 1996 | Johann Mühlegg        | Michael Brennan        | Paul Murray         |
| 1997 | Paul Gray             | Byung Joo Park         | Michael Evans       |
| 1998 | Aleš Vaněk            | Sam Lee                | Daniel Sarri        |
| 1999 | Witalij Czernow       | Dan Van der Ploeg      | Peter Malcolm       |
| 2000 | Ben Derrick           | Dan Van der Ploeg      | Nicholas Grimmer    |
| 2001 | Ben Derrick           | Ben Sim                | Andrew Cirosta      |
| 2002 | Stanislav Řezáč       | Dan Van der Ploeg      | Lachlan Rodd        |
| 2003 | Ben Derrick           | Ben Sim                | Neil Van der Ploeg  |
| 2004 | Ben Derrick           | Mark Van der Ploeg     | Simon Flowers       |
| 2005 | Ben Sim               | Ben Koons              | Callum Watson       |
| 2006 | Ben Sim               | Neil Van der Ploeg     | Mark Hogg           |
| 2007 | Thomas Freimuth       | Alex Almoukov          | Mark Pollock        |
| 2008 | Ben Sim               | Callum Watson          | Dyllan Harmer       |
| 2009 | Ben Sim               | Nick Grimmer           | Alistair Tutt       |
| 2010 | Valerio Leccardi      | Mark Raymond           | Alistair Tutt       |
| 2011 | Petr Novák            | Phillip Bellingham     | Damon Morton        |
| 2012 | Aleksandr Legkow      | Paul Kovacs            | Hamish Roberts      |
| 2013 | Aleksandr Legkow      | Ilja Czernousow        | Aleksiej Czernousow |

### Damer
| År   | Kangaroo Hoppet           | Australian Birkebeiner | Joey Hoppet       |
| ---- | ------------------------- | ---------------------- | ----------------- |
| 1991 | Betsy Youngman            | Miffy Cross            | Kate L'Huillier   |
| 1992 | Beatrice Grünenfelder     | Yoon Wha Ja            | Cho Eun Sook      |
| 1993 | Jelena Pierietiagina      | Sandra Paul            | Larissa Trease    |
| 1994 | Antonina Ordina           | Ksenia Małcewa         | Lynette Deschler  |
| 1995 | Maria Theurl              | Jenny Griffiths        | Jessica Hart      |
| 1996 | Hanne Lahtinen            | Belinda Phillips       | Kate Spiller      |
| 1997 | Camille Melvey            | Myung Jung Koon        | Natasha Coleman   |
| 1998 | Nadia Simak               | Natasha Coleman        | Katherine Calder  |
| 1999 | Jannike Øyen              | Deb Godsmark           | Esther Bottomley  |
| 2000 | Camille Melvey            | Sandra Paul            | Esther Bottomley  |
| 2001 | Belinda Phillips          | Rhiannon Palmer        | Esther Bottomley  |
| 2002 | Belinda Phillips          | Katherine Calder       | Sally Cunningham  |
| 2003 | Belinda Phillips          | Katherine Calder       | Aimee Watson      |
| 2004 | Clare-Louise Brumley      | Esther Bottomley       | Chloe McConville  |
| 2005 | Clare-Louise Brumley      | Sally Cunningham       | Jaffa Withers     |
| 2006 | Natascia Leonardi Cortesi | Alexa Truzian          | D'Arcy Baxter     |
| 2007 | Katherine Calder          | Aimee Watson           | Georgia Merritt   |
| 2008 | Evelyn Dong               | Chloe McConville       | Lucy Glanville    |
| 2009 | Katherine Calder          | Lucy Granville         | Anna Trnka        |
| 2010 | Esther Bottomley          | Lucy Granville         | Gabriella Cigana  |
| 2011 | Esther Bottomley          | Anna Trnka             | Xanthea Dewez     |
| 2012 | Maria Gräfnings           | Anna Trnka             | Jillian Colebourn |
| 2013 | Marina Czernousowa        | Lauren Fritz           | Chisa Obayashi    |

### Fotnoter
1. ↑  ”Kangaroo Hoppet” (på engelska). Worldloppet. http://www.worldloppet.com/kangaroo_hoppet.php. Läst 4 mars 2015.